# Jagdstaffel 82
A Jagdstaffel 82, conhecida também por Jasta 82, foi um esquadra de aeronaves da Luftstreitkräfte, o braço aéreo das forças armadas alemãs durante a Primeira Guerra Mundial. Foi criada duas semanas antes do Armistício.